# Warner Bros. Television Studios
 (транскр.  Ворвер брос. телевижон стјудиоз) је телевизијско-продукциони и дистрибутивни крак америчког медијског предузећа Warner Bros. Entertainment, део предузећа WarnerMedia власника AT&T. Заједно са телевизијским краком предузећа ViacomCBS, CBS Studios, она служи као телевизијско-продукциони крак мреже The CW (у ком предузеће WarnerMedia има 50% власничког удела), мада производи серије и за друге мреже, као што је Бесрамници на мрежи Showtime. Од 2015, представља једну од две највећа телевизијско-продукциона предузећа на свету мерено по заради и библиотеци (заједно са Sony Pictures Television).